# Liste de jeux Konami
La liste de jeux Konami répertorie les jeux vidéo développés ou édités par Konami, classés par ordre alphabétique.
- Haut – A
- B
- C
- D
- E
- F
- G
- H
- I
- J
- K
- L
- M
- N
- O
- P
- Q
- R
- S
- T
- U
- V
- W
- X
- Y
- Z

## 0-9
- 7 Blades.

## A
- Ai Senshi Nicol ;
- Akumajō Dracula ;
- Akumajō Dracula X: Chi no rondo ;
- Alamana No Kiseki ;
- Animaniacs ;
- Antarctic Adventure ;
- Arumana no kiseki ;
- Astérix ;
- Axelay ;
- Azure Dreams.

## B
- Batman Returns ;
- Batman: The Animated Series ;
- Beatmania ;
- Beatmania IIDX ;
- Beatmania IIDX 10th style ;
- Beatmania IIDX 3rd style ;
- Beatmania IIDX 4th style ;
- Beatmania IIDX 5th style ;
- Beatmania IIDX 6th style ;
- Beatmania IIDX 7th style ;
- Beatmania IIDX 8th style ;
- Beatmania IIDX 9th style ;
- Bio Miracle Bokutte Upa ;
- Blades of Steel ;
- Bloody Roar 4 ;
- Boktai 2: Solar Boy Django ;
- Boktai 3: Sabata's Counterattack ;
- Boktai: The Sun Is in Your Hand ;
- Bomberman Kart ;
- Bottom of the 9th.

## C
- Castlevania (1986, sur NES) ;
- Castlevania  (aussi nommé Castlevania 64), (1999, sur N64) ;
- Castlevania Chronicles ;
- Castlevania II: Belmont's Revenge ;
- Castlevania II: Simon's Quest ;
- Castlevania III: Dracula's Curse ;
- Castlevania Judgment ;
- Castlevania Legends ;
- Castlevania: Aria of Sorrow ;
- Castlevania: Circle of the Moon ;
- Castlevania: Curse of Darkness ;
- Castlevania: Dawn of Sorrow ;
- Castlevania: Harmony of Despair ;
- Castlevania: Harmony of Dissonance ;
- Castlevania: Lament of Innocence ;
- Castlevania: Legacy of Darkness ;
- Castlevania: Lords of Shadow ;
- Castlevania: Lords of Shadow - Mirror of Fate ;
- Castlevania: Lords of Shadow 2 ;
- Castlevania: Order of Ecclesia ;
- Castlevania: Portrait of Ruin ;
- Castlevania: Symphony of the Night ;
- Castlevania: The Adventure ;
- Castlevania: The Adventure ReBirth ;
- Castlevania: The Dracula X Chronicles ;
- Castlevania: The New Generation ;
- Castlevania: Vampire's Kiss ;
- Contra 4 ;
- Contra ReBirth ;
- Contra: Shattered Soldier ;
- Crackout ;
- Crazy Bikers ;
- Crisis Force ;
- Cybernator.

## D
- Dance Dance Revolution ;
- Dance Dance Revolution: 2nd Mix ;
- Dance Dance Revolution SuperNova 2 ;
- Dance Dance Revolution: Disney Dancing Museum ;
- Dance Freaks ;
- Dance ManiaX ;
- Dancing Stage Mario Mix ;
- Deadly Skies ;
- Deadly Skies ;
- Deadly Skies III ;
- Def Jam Rapstar ;
- Devil World (Dark Adventure) ;
- Dewy’s Adventure ;
- Double Dribble: The Playoff Edition ;
- Dragon Booster ;
- DrumMania.

## E
- eFootball Pro Evolution Soccer 2020
- Eledees ;
- Enchanted Folk and the School of Wizardry ;
- ESPN Final Round Golf ;
- Exciting Baseball.

## F
- Fairy Tail: Portable Guild ;
- Finalizer;
- Frogger.
- Firebird (hinotori)

## G
- Galatic Warriors ;
- G.A.S.P!! Fighters' NEXTream ;
- Ganbare Goemon ;
- Ganbare Goemon 2: Kiteretsu shōgun Magginesu ;
- Ganbare Goemon 3 ;
- Ganbare Goemon: Kirakira dōchū ;
- Ganbare Goemon: Tōkai dōchū Ōedo tengu ri kaeshi no maki ;
- Goemon Mononoke Sugoroku ;
- Goemon: Shin Sedai Shūmei! ;
- Gofer no Yabō Episode II ;
- Gradius ;
- Gradius 2 ;
- Gradius Advance ;
- Gradius Gaiden ;
- Gradius II: Gofer no Yabō ;
- Gradius III ;
- Gradius IV: Fukkatsu ;
- Gradius V ;
- Gran Turismo 7
- Green Beret ;
- GuitarFreaks ;
- Gyruss.

## H
- Hard Corps: Uprising ;
- Haunted Castle ;
- Hellnight ;
- Hybrid Heaven ;
- Hyper Sports.

## I
- International Superstar Soccer 2000 ;
- International Superstar Soccer 3 ;
- International Superstar Soccer 64 ;
- International Superstar Soccer 98 ;
- International Superstar Soccer Deluxe ;
- International Track & Field ;
- International Track and Field: Summer Games ;
- ISS Advance: International Superstar Soccer Advance ;
- ISS Pro Evolution ;
- ISS Pro Evolution 2 ;
- ISS: International Superstar Soccer.

## J
- J.League Pocket ;
- Jackal ;
- Jail Break ;
- Jikkyō Powerful Pro Yakyū 2000 ;
- Jikkyō Powerful Pro Yakyū 4 ;
- Jikkyō Powerful Pro Yakyū 5 ;
- Jikkyō Powerful Pro Yakyū 6 ;
- Jikkyō Powerful Pro Yakyū Basic-ban 2001 ;
- Junction ;
- Jurassic Park 3: Dino Attack ;
- Jurassic Park 3: Park Builder ;
- Jurassic Park 3: The DNA Factor.

## K
- Kensei: Sacred Fist ;
- Konami Antiques: MSX Collection ;
- Konami Krazy Racers.

## L
- Labyrinth no Kanata ;
- Lethal Enforcers ;
- Lethal Enforcers II: Gunfighters ;
- Lost in Blue ;
- Lost in Blue 2 ;
- Lunar Knights.

## Mamemba cke sylla
gkxvjlxhl lH hm lbx gicle 
- Mahjong Master ;
- Maniac Racers Advance ;
- Meikyū Jiin Dababa ;
- Metal Gear ;
- Metal Gear 2: Solid Snake ;
- Metal Gear Acid ;
- Metal Gear Acid 2 ;
- Metal Gear Online ;
- Metal Gear Rising: Revengeance ;
- Metal Gear Solid ;
- Metal Gear Solid 2: Sons of Liberty ;
- Metal Gear Solid 2: Substance ;
- Metal Gear Solid 3: Snake Eater ;
- Metal Gear Solid 3: Subsistence ;
- Metal Gear Solid 4: Guns of the Patriots ;
- Metal Gear Solid : Missions spéciales ;
- Metal Gear Solid Touch ;
- Metal Gear Solid V: Ground Zeroes ;
- Metal Gear Solid V: The Phantom Pain ;
- Metal Gear Solid: Ghost Babel ;
- Metal Gear Solid: HD Collection ;
- Metal Gear Solid: Peace Walker ;
- Metal Gear Solid: Portable Ops ;
- Metal Gear Solid: Portable Ops Plus ;
- Metal Gear Solid: Snake Eater 3D ;
- Metal Gear Solid: The Twin Snakes ;
- Metal Warriors ;
- Metamorphic Force ;
- Mission impossible ;
- Motocross Maniacs ;
- Mouryou Senki Madara 2 ;
- Mr. Goemon ;
- Mystic Warriors ;
- Mystical Ninja 2 starring Goemon ;
- Mystical Ninja starring Goemon.

## N
- Nagano Winter Olympics '98 ;
- Nemesis ;
- Nemesis II: The Return of the Hero ;
- Neo Contra ;
- NeverDead ;
- Ninety-Nine Nights II ;
- Ninja Cop.

## O
- Ōkami kakushi ;
- Otomedius.

## P
- P.T. ;
- Para Para Paradise ;
- Parodius ;
- Parodius ;
- Penguin Adventure ;
- Penta no Tsuri Bōken ;
- Police 24/7 ;
- Policenauts ;
- Pooyan ;
- Pop'n Music 15: Adventure ;
- Pop'n Music 7 ;
- Pop'n Music 9 ;
- Power Pro Kun Pocket 3 ;
- Pro Evolution Soccer ;
- Pro Evolution Soccer 2 ;
- Pro Evolution Soccer 2008 ;
- Pro Evolution Soccer 2009 ;
- Pro Evolution Soccer 2010 ;
- Pro Evolution Soccer 2011 ;
- Pro Evolution Soccer 2012 ;
- Pro Evolution Soccer 2013 ;
- Pro Evolution Soccer 2014 ;
- Pro Evolution Soccer 2015 ;
- Pro Evolution Soccer 2016 ;
- Pro Evolution Soccer 2017 ;
- Pro Evolution Soccer 2018 ;
- Pro Evolution Soccer 2019 ;
- Pro Evolution Soccer 3 ;
- Pro Evolution Soccer 4 ;
- Pro Evolution Soccer 5 ;
- Pro Evolution Soccer 6 ;
- Pro Evolution Soccer Management ;
- Probotector ;
- Probotector ;
- Probotector ;
- Probotector II: Return of the Evil Forces.

## R
- Rakuga Kids ;
- Ring of Red ;
- Rocket Knight ;
- Rocket Knight Adventures ;
- Rumble Roses.

## S
- Salamander ;
- Salamander 2 ;
- Saw ;
- Saw II: Flesh and Blood ;
- Scramble ;
- Sengoku Collection ;
- Shadow of Memories ;
- Silent Hill ;
- Silent Hill 2 ;
- Silent Hill 2 Remake ;
- Silent Hill 3 ;
- Silent Hill 4: The Room ;
- Silent Hill: Book of Memories ;
- Silent Hill: Downpour ;
- Silent Hill: Homecoming ;
- Silent Hill: Origins ;
- Silent Hill: Play Novel ;
- Silent Hill: Shattered Memories ;
- Silent Hill: The Short Message ;
- Silent Hills ;
- Silent Scope ;
- Silent Scope 2: Fatal Judgement ;
- Silent Scope 3 ;
- Skullgirls ;
- Snake's Revenge ;
- Snatcher ;
- Solar Assault ;
- Sparkster ;
- Sparkster: Rocket Knight Adventures 2 ;
- Spawn ;
- Stinger ;
- Stranded Kids ;
- Suikoden ;
- Suikoden II ;
- Suikoden III ;
- Suikoden IV ;
- Suikoden Tierkreis ;
- Suikoden V ;
- Sunday VS Magazine: Shūketsu! Chōjō Daikessen ;
- Sunset Riders ;
- Super Castlevania IV ;
- Super Cobra ;
- Super Probotector: Alien Rebels ;
- Susume! Taisen Puzzle-Dama: Tōkon! Marutama Chō.

## T
- Team Suzuki ;
- Teenage Mutant Hero Turtles ;
- Teenage Mutant Hero Turtles ;
- Teenage Mutant Hero Turtles II: Back from the Sewers ;
- Teenage Mutant Hero Turtles III: Radical Rescue ;
- Teenage Mutant Hero Turtles: Fall of the Foot Clan ;
- Teenage Mutant Hero Turtles: The HyperStone Heist ;
- Teenage Mutant Hero Turtles: Tournament Fighters ;
- Teenage Mutant Hero Turtles: Turtles in Time ;
- Teenage Mutant Ninja Turtles III: The Manhattan Project ;
- The Adventures of Batman and Robin ;
- The Adventures of Bayou Billy ;
- The Baseball 2003 ;
- The Goonies ;
- The Goonies II ;
- The Legend of the Mystical Ninja ;
- The Maze of Galious ;
- The Simpsons Bowling ;
- The Simpsons: Arcade Game ;
- The Simpsons: Bart's House of Weirdness ;
- Time Pilot ;
- Time Pilot '84 ;
- Tiny Toon Adventures: ACME All-Stars ;
- Tiny Toon Adventures: Babs' Big Break ;
- Tiny Toon Adventures: Buster Busts Loose! ;
- Tiny Toon Adventures: Buster's Hidden Treasure ;
- Track and Field ;
- Twelve: Sengoku Hōshinden ;
- TwinBee.

## U
- Uşas.

## V
- Vampire Killer ;
- Vandal Hearts ;
- Vandal Hearts II ;
- Violent Storm.

## W
- Wild West Cowboys of Moo Mesa.

## X
- X-Men ;
- Xexex.

## Y
- Yie Ar Kung-Fu ;
- Yie Ar Kung-Fu II ;
- Yu-Gi-Oh! Duel Monsters World Championship 2007 ;
- Yu-Gi-Oh! Dungeon Dice Monsters ;
- Yu-Gi-Oh! GX Tag Force ;
- Yu-Gi-Oh! Nightmare Troubadour ;
- Yu-Gi-Oh! Power of Chaos: Joey the Passion ;
- Yu-Gi-Oh! Power of Chaos: Kaiba the Revenge ;
- Yu-Gi-Oh! Power of Chaos: Yugi the Destiny ;
- Yu-Gi-Oh! World Championship 2008 ;
- Yu-Gi-Oh! Zexal: World Duel Carnival.

## Z
- Zone of the Enders ;
- Zone of the Enders: The 2nd Runner ;
- Zone of the Enders: The Fist of Mars.

## *
- '88 Games.